# Jan Tyssowski

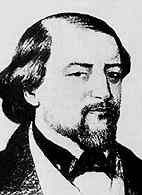
Jan Tyssowski

Jan Tyssowski (* 8. März 1811 in Tarnów; † 5. April 1857 in Washington, D.C.) war einer der Anführer des Krakauer Aufstandes und vom 24. Februar bis 2. März 1846 Diktator der polnischen Revolutionsregierung.

## Leben
Er war zunächst literarisch tätig, studierte dann Rechtswissenschaften und war zuletzt Sekretär und Güterverwalter in Zassaw. Bereits am Aufstand von 1830 war er beteiligt. Als Vertreter für Tarnów gehörte er zu den Verschwörern, die den Aufstand von Krakau 1846 beschlossen. Er gehörte neben Ludwik Gorzkowski und Aleksander Grzegorzewski der neu gebildeten Nationalregierung an. Diese erließ am 22. Februar 1846 ein Manifest, dass alle Polen zu den Waffen rief, die Aufhebung von Zinsen und Frondiensten versprach und ankündigte, den Freiheitskämpfern Entschädigung aus den Nationalgütern zu zahlen. Militärisch wurden die polnischen Aufständischen stark bedrängt. Im Inneren kam es zur politischen Spaltung in eine aristokratisch-bürgerliche und eine demokratische Partei. Innerhalb kürzester Zeit lösten sich die Regierungen ab und Tyssowski übernahm schließlich die Regierungsgewalt als Diktator. Nach der Niederschlagung des Aufstandes legte er am 2. März die Macht nieder und floh nach Dresden. Er sprach in Verhören über alle seine Beziehungen. Er wurde nach Nordamerika gebracht und musste versichern, nie wieder nach Europa zurückzukehren. Er erhielt eine öffentliche Anstellung in Washington. Dort arbeitete er auch für die „Deutsche Schnellpost.“